# (541042) 2018 BN10
(541042) 2018 BN10 es un asteroide perteneciente al cinturón de asteroides descubierto el 13 de abril de 2010 por el equipo del Catalina Sky Survey desde el Catalina Sky Survey, Arizona, Estados Unidos.

## Designación y nombre
Designado provisionalmente como 2018 BN10.

## Características orbitales
2018 BN10 está situado a una distancia media del Sol de 2,693 ua, pudiendo alejarse hasta 2,833 ua y acercarse hasta 2,553 ua. Su excentricidad es 0,051 y la inclinación orbital 22,85 grados. Emplea 1614,62 días en completar una órbita alrededor del Sol.

## Características físicas
La magnitud absoluta de 2018 BN10 es 15,7. 